# Como sueñan las sirenas
«Como sueñan las sirenas» es el corte número nueve y segundo sencillo del disco Puntos Cardinales de la cantante española Ana Torroja.
Luego del inesperado número uno del sencillo predecesor, A contratiempo. Ana Torroja lanza este sencillo que posteriormente tuvo también un maxisencillo con remixes y fue incluida en su versión en francés como Ananta en el disco Points Cardinaux.

## Maxisencillo
El dueto español Pumpin' Dolls realizó una serie de remixes incluidos en un maxisencillo que fue lanzado en 1998.

## Canciones
- «Como sueñan las sirenas» (Wet N Wild Pumpin Mix) (7:40)
- «Como sueñan las sirenas» (Rollercoaster Samba Club Mix) (6:25)
- «Como sueñan las sirenas» (Shangay Tea Dolls Club Mix) (7:00)
- «Como sueñan las sirenas» (Pumpin Dolls Radio Mix) (4:01)

- Datos: Q5779579